# Arotrephes parvipennis
Arotrephes parvipennis är en stekelart som först beskrevs av Thomson 1884.  Arotrephes parvipennis ingår i släktet Arotrephes och familjen brokparasitsteklar. Arten är reproducerande i Sverige. Inga underarter finns listade.